# Valu lui Traian
Valu lui Traian is een Roemeense gemeente in het district Constanța.
Valu lui Traian telt 10139 inwoners.